# Примус (фирма)

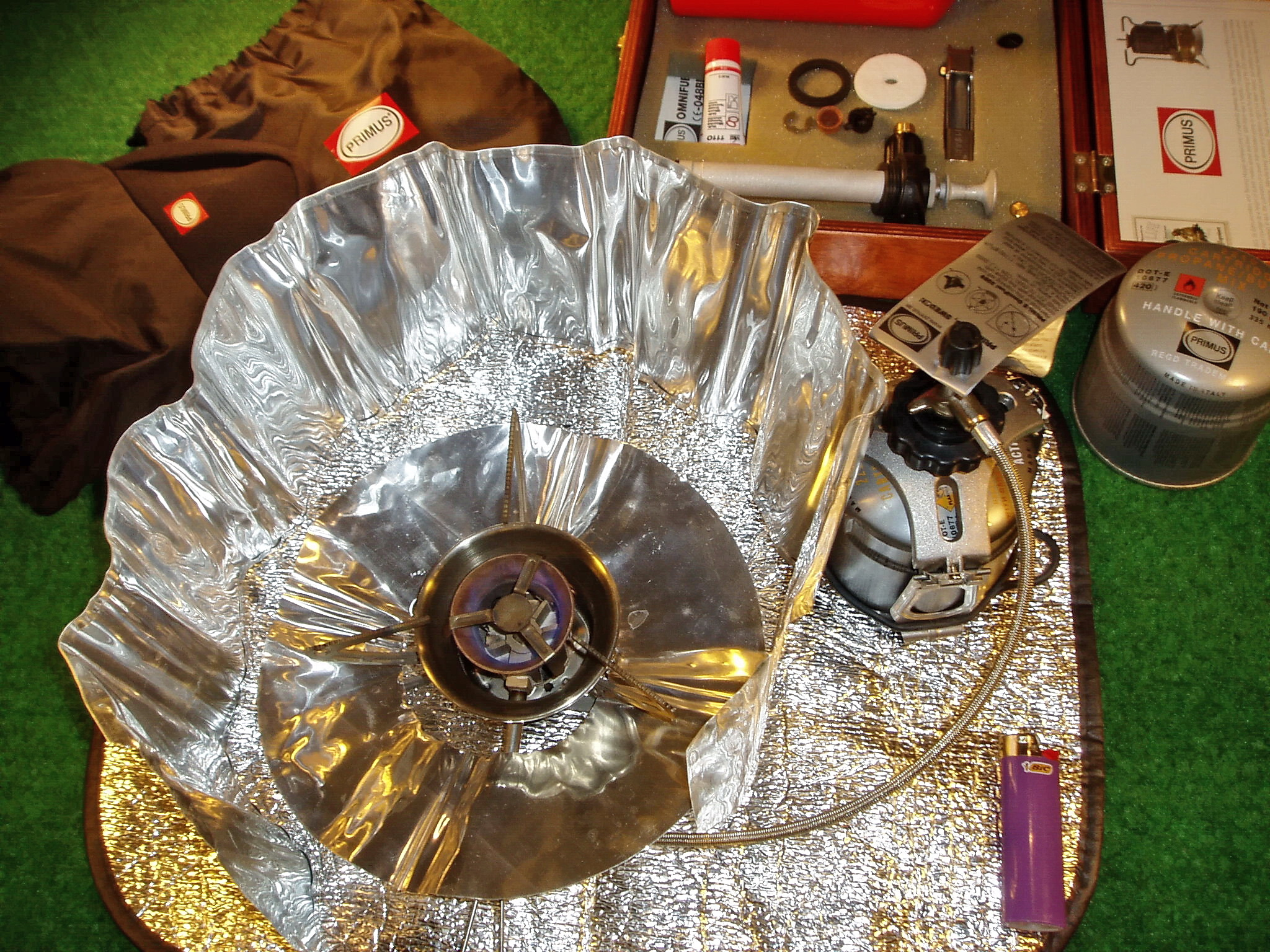
Примус с ветрозащитным экраном

Примус (Primus) — шведская фирма, которая изготавливает бесфитильные нагревательные устройства, работающие на бензине, керосине или газе, действующие на принципе сжигания паров горючего (газа) в смеси с воздухом, называемые примусами.

## История компании
В 1892 году Франц Вильгельм Линдквист (Franz Wilhelm Lindquist) спроектировал и запатентовал модель первой бессажевой горелки, которая работала лучше, чем другие керосиновые горелки. Линдквист начал продавать примусы своим друзьям и соседям, и вскоре открыл магазин под названием «Primus». Спустя некоторое время горелки «Primus» стали экспортировать.
С 1930 года в качестве горючего для примуса начали использовать LP-газ. По окончании Второй мировой войны компания Primus разработала первую паяльную лампу и первую серию газовых горелок. В начале 1950-х годов был создан первый малогабаритный баллон с LP-газом, и производство горелок, использующих этот газ, значительно расширилось.
В 1966 году произошло объединение компаний Primus и Sievert.
В 1992-2000 годах фирма Primus получила инвестиции от европейских предприятий (от фирмы Swedtech и от страховой компании Skandia). 1 августа 2002 года фирма Primus вошла в состав «AB Fenix Outdoor». Группа «Fenix Outdoor» — это международная организация, занимающаяся выпуском продукции для отдыха на природе.
Сегодня фирма производит нагреватели, способные работать на газе (например, на смеси бутана с пропаном в картушах), на жидком горючем (например, на бензине, на керосине, на дизельном топливе или на спирте).